# Laura Michelle Kelly
Laura Michelle Kelly (* 4. března 1981 Totton) je anglická herečka a zpěvačka, známá hlavně díky roli Mary Poppins ve stejnojmenném muzikálu ve West Endu, za níž získala cenu za nejlepší ženský herecký výkon v muzikálu, a roli Sylvie Llewelyn Davies v muzikálu Finding Neverland na Broadwayi.

## Mládí
Kelly se narodila v Tottonu nedaleko Southamptonu v hrabství Hampshire. Je třetí ze čtyř sourozenců a jediná dívka. Pochází z křesťanské rodiny. Řekla, že víra je důležitou součástí jejího života. V devíti letech se s rodinou přestěhovala na farmu na ostrově Wight.
V muzikálu se poprvé objevila na střední škole ve hře Bugsy Malone. Studovala u místní učitelky zpěvu Barbary Walter, která ji obsazovala do amatérských představení v místních divadlech.

## Profesní život

### Hudební divadlo
Kelly má na svém kontě řadu muzikálů ve West Endu – Kráska a zvíře, Whistle Down The Wind (2000), Bídníci (2001), Mamma Mia! (2002) a My Fair Lady (2003). Na Broadwayi debutovala v roce 2004 jako Hodel v broadwayském obnoveném představení Šumař na střeše. Největší pozornost na sebe upoutala hlavní rolí v muzikálu Mary Poppins v londýnském West Endu, kde odehrála více než 400 představení a v roce 2005 získala za nejlepší ženský herecký výkon v muzikálu cenu Laurence Oliviera. Poté odjela do Singapuru, kde hrála v obnoveném představení A Twist of Fate, jehož choreografii měl na starost její manžel Nick Winston.
V roce 2006 se vrátila na londýnská jeviště, v letech 2007–2008 hrála roli Galadriel v původní londýnské inscenaci muzikálu Pán prstenů, v inscenaci Agathy Christie Nemesis na stanici ITV1 ztvárnila dvojroli jeptišky a manželky. Ve hře Davida Mameta Speed-the-Plow se objevila po boku Kevina Spaceyho a Jeffa Goldbluma a hrála také na Ruhrfestspiele v německém Recklinghausenu.
V letech 2009–2011 si zopakovala roli Mary Poppins v divadle New Amsterdam na Broadwayi. Kelly a její bývalý londýnský kolega Gavin Lee vystoupili 6. června 2010 jako Mary Poppins a Bert v představení America Celebrates 4 July ve Fordově divadle před prezidentem Barackem Obamou a první dámou Michelle. Speciál odvysílala 2. července 2010 stanice ABC.

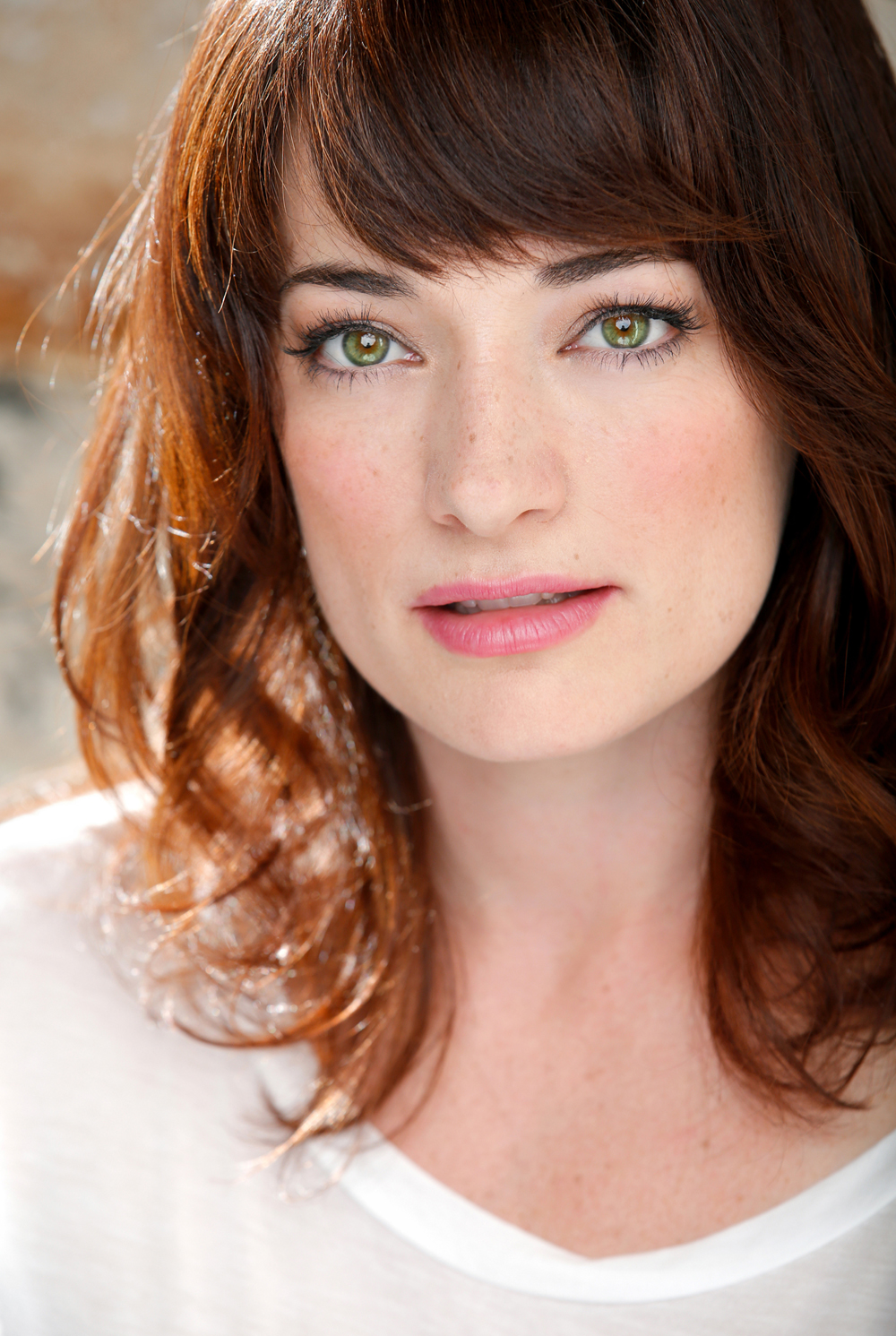
Laura Michelle Kelly v roce 2013

V letech 2014 a 2015–2016 hrála Sylvii Llewelyn Davies v novém muzikálu Finding Neverland. V roli Anny Leonowens vystupovala v představení The King and I během severoamerického turné v letech 2016–2018. V roce 2018 hrála roli Julie, jedné z členů rodiny Cavendishů, v muzikálu The Royal Family of Broadway.

### Hudební interpret
Svůj debutový singl „There Was A Time“ vydala prostřednictvím vydavatelství EMI Angel, byl ke stažení pouze 17. dubna 2006. Singl získal status skladby týdne na BBC Radio 2. Pochází z debutového sólového alba The Storm Inside, které vyšlo 1. května 2006. Album obsahuje šest původních písní a šest coververzí, včetně tří písní, které napsala sama Kelly.
Nový singl „What's It All For?“, jehož autorkou je zpěvačka Judie Tzuke, byl ke stažení v digitální podobě 5. března 2007. Následovalo vydání stejnojmenného alba, na němž jsou tři nové skladby a výběr dalších z předchozího alba The Storm Inside.
Kelly také nahrála píseň pro rozhlasovou dramatizaci The Screwtape Letters, v níž si zahrála roli pacientovy přítelkyně Dorothy. Píseň se jmenovala „This is a War“.

### Film
Ve filmu debutovala v roce 2007 jako Lucy Barker ve snímku Sweeney Todd od Tima Burtona a studia DreamWorks.
Její první hlavní role byla ve filmu Goddess z roku 2013, kde hrála matku malých dvojčat na izolované farmě v Tasmánii, která získá nečekanou slávu, když se její písně rozšíří na internetu bez vědomí jejího manžela, kterého hrál Ronan Keating.

## Osobní život
V roce 2001 se provdala za choreografa Nicka Winstona, seznámili se při práci na muzikálu Kráska a zvíře. Po sedmi letech manželství se rozvedli. Dne 24. ledna 2019 se na havajském ostrově Maui provdala za Seana Hellerena. V témže roce se jim narodil syn, v roce 2021 dcera a o rok později další dcera.